# Бурбела Віктор Анастасійович
Ві́ктор Анаста́сійович Бурбе́ла (30 вересня 1948, с. Зелене, Згурівський район, Київська область — 12 жовтня 2023, м. Київ) — український літературознавець, поет, вчений секретар Відділення літератури, мови та мистецтвознавства НАН України (1998—2015). Людина з близького оточення академіка М. Г. Жулинського[джерело?].

## Життєпис
Народився 30 вересня 1948 року в селі Зелене, нині Броварський, Київської області.
Закінчив філологічний факультет Київського університету, аспірантуру.
Досліджував історію української літератури ХХ ст. та сучасний літературний процес в Україні.

## Доробок
Автор збірок поезій «Ім'ям Людини», «Кредо»; літературознавчих праць «Література реального гуманізму», «Сучасна українська радянська драматургія», «Воєнні роки в сучасній українській прозі», розділів колективних наукових праць «Історія української літератури в двох томах», «Історія української літератури ХХ століття».
- Віктор Бурбела. «Винниченко Володимир Кирилович». Українська біографістика: збірник наукових праць. Київ, 2008. Вип. 4. С. 469—472.
- Віктор Бурбела. «Кредо: вірші, поеми». Львів: Інститут народознавства НАН України, 1999. — 224 с.
- Віктор Бурбела. «К. Вороний: над рядками неопублікованої біографії». «Дніпро». 1990. № 9. С. 109-118
- Віктор Бурбела. "Семигорівський грім. «Київ». 1990. № 6. С. 127—128